# Mazda Demio
De Mazda Demio is een mini-MPV van de Japanse autofabrikant Mazda. De Demio kwam in 1996 op de Japanse markt en werd voor de Europese markt vanaf 1998 geproduceerd in de Spaanse stad Valencia. De Demio viel qua formaat tussen de Suzuki Wagon R+ en de Daihatsu Gran Move.

## Details
De Demio kwam in 1998 naar Europa. Vanaf de start was er slechts één benzinemotor leverbaar. Die had een cilinderinhoud van 1.3 liter en een maximaal vermogen van 63 pk. De Demio was ruim en praktisch, wat mede te danken is aan de achterbank die over een lengte van twaalf centimeter is te verschuiven. De variabiliteit komt verder tot uiting in de in twee delen neerklapbare achterbank en de mogelijkheid om de gedeelde rugleuning van de achterbank schuiner te zetten, zodat er in combinatie met de voorstoelen een tweepersoonsbed gecreëerd kan worden. Verder is er veel opbergruimte in het interieur met drie bekerhouders tussen de voorstoelen. In 2000 kreeg de Demio een facelift. De koplampen werden groter, er kwam een grotere vijfhoekige grille, de bumpers werden vernieuwd en de achterlichten kregen een andere indeling. Verder werd een 1.5 liter benzinemotor aan het gamma toegevoegd met 75 pk, die ook kon worden gekoppeld aan een automatische transmissie.
De Mazda Demio werd in Europa in 2003 opgevolgd door de Mazda2. In Japan gaat het model nog altijd door het leven als Demio, waar Mazda ook voor de in Europa als Mazda5 bekende MPV vast bleef houden aan de naam Premacy.

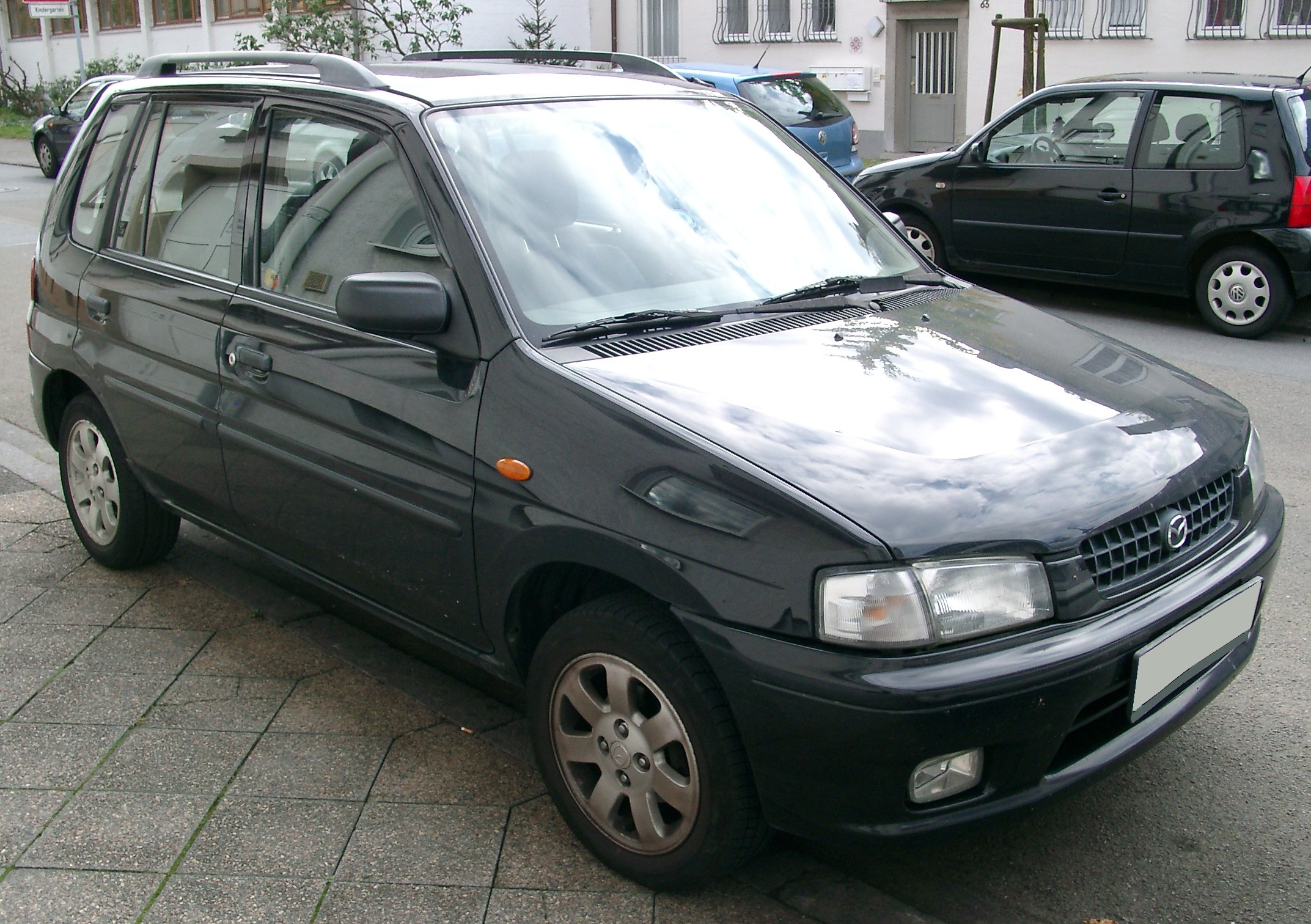
Mazda Demio (1998-2000)
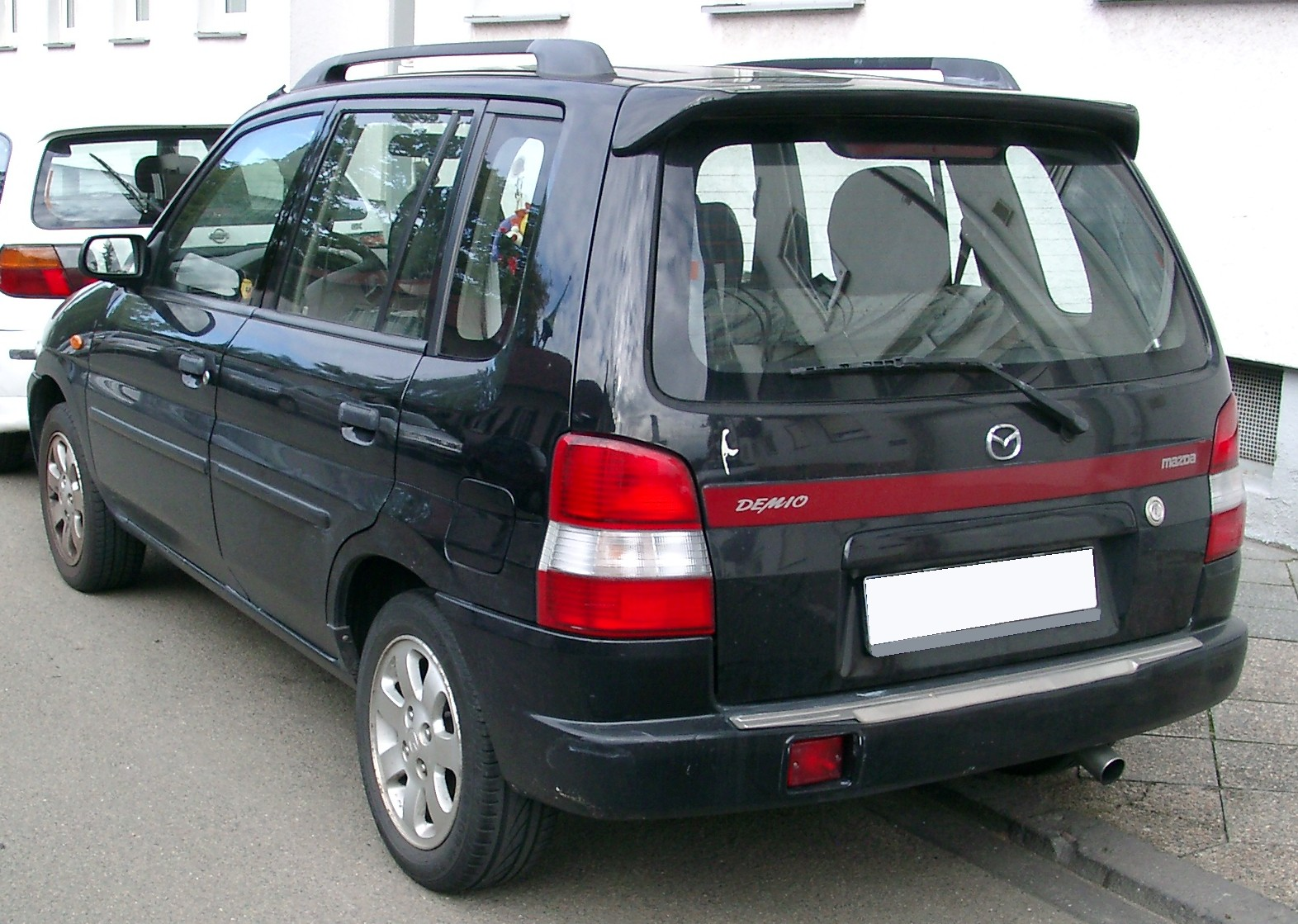
Mazda Demio (1998-2000)
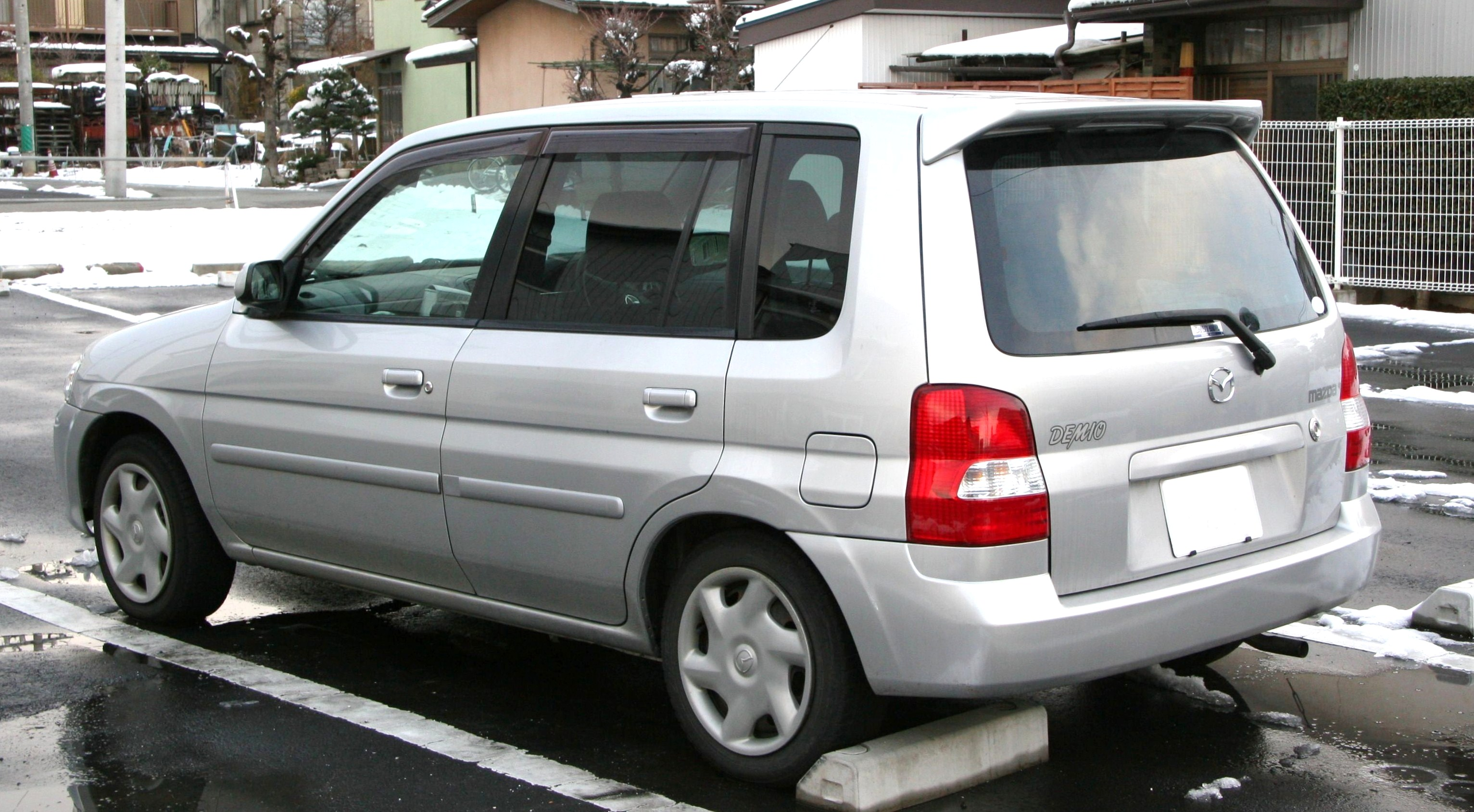
Mazda Demio (2000–2003)

## Motoren
| Type | Oorsprong | Motorcode | Cilinders | Kleppen | Cilinderinhoud (cc) | Vermogen           | Koppel              | Opmerkingen |
| ---- | --------- | --------- | --------- | ------- | ------------------- | ------------------ | ------------------- | ----------- |
| 1.3  | Mazda     | B3        | 4         | 16      | 1324                | 63 pk bij 5000 rpm | 103 Nm bij 3000 rpm | 1998-2003   |
| 1.5  | Mazda     | B5        | 4         | 16      | 1498                | 75 pk bij 5500 rpm | 116 Nm bij 2500 rpm | 2000-2003   |

Concept-modellen:
Furai
Huidige modellen in Nederland:
2 ·
3 ·
6 ·
CX-3 ·
CX-30 ·
MX-30 ·
CX-5 ·
MX-5 ·
Huidige modellen internationaal:
BT-50 ·
Carol ·
CX-4 ·
CX-9 ·
E-Series ·
Scrum ·
Spiano ·
Titan ·
1960-1969
1000/1300 ·
1500 ·
B-Series ·
Carol ·
Cosmo ·
E360 ·
E-Series ·
R130 ·
R360
1970-1979
323 ·
626 ·
929 ·
Roadpacer ·
RX-2 ·
RX-3 ·
RX-4 ·
RX-5 ·
RX-7
1980-1989
121 ·
MPV ·
MX-6 ·
1990-1999
AZ-Offroad ·
AZ-Wagon ·
Demio ·
Laputa ·
MX-3 ·
Navajo ·
Premacy ·
Xedos 6 ·
Xedos 9
2000-2009
5 ·
Biante ·
CX-7 ·
RX-8 ·
Spiano ·
Tribute ·
Verisa ·